# Даміян (Воскресенський)
Даміян Воскресенський  (в миру Дмитро Воскресенський; 23 жовтня 1873, село Брусове, Курська губернія — 3 листопада 1937, Сандармох) — російський релігійний діяч, який служив священиком у Путивльській землі й Буринщині, коротко — єпископ Полтавський і Переяславський Російської православної церкви. Убитий органами НКВД СССР як архієпископ Курський і Обоянський на комбінаті смерті в урочищі Сандармох. 
Зарахований до лику святих Російської православної церкви у 2000 році.

## Життєпис
Народився у сім'ї священика.
Закінчив Курське духовне училище, Курську духовну семінарію (1894), Санкт-Петербурзьку духовну академію (1905) зі ступенем кандидата богослов'я, Санкт-Петербурзький Археологічний інститут.
1894 — псаломщик Спасо-Преображенського собору Путивля. У тому ж році призначений наглядачем та учителем чистописання та креслення Старооскольського духовного училища.
З 6 січня 1897 — священик церкви села Миколаївка Путивльського повіту (нині Конотопського району Сумської області України).
У 1901 після смерті дружини вступив до Петроградської духовної академії та одночасно до Петроградського археологічного інституту.
У 1904 — 1905 — благочинний академічного духовенства і водночас виконуючий священицькі обов'язки в Суворовській церкві Миколаївської академії Генерального штабу (у зв'язку з тим, що настоятель церкви Георгій Шавельський відбув на фронт російсько-японської війни).
27 листопада 1904 пострижений у чернецтво з ім'ям Даміян.
З 1905 — викладач Смоленської духовної семінарії.
З 1907 — наглядач Старооскольського духовного училища.
З 1908 — наглядач Обоянського духовного училища.
28 липня 1911 призначений ректором Смоленської духовної семінарії зі зведенням у сан архімандрита за посадою.

### Переславський єпископ
З 29 квітня 1918 — висвячений на вікарія Владимирської єпархії РПЦ з титулом «Переславський». У вересні 1920 Владимирський ревтрибунал большевицького режиму засудив його до позбавлення волі за зберігання «контрреволюційної літератури та рукописів». Спеціальним розпорядженням ВЦВК був звільнений із в'язниці.
2 листопада 1922 звільнений на спокій постановою обновленського ВЦУ з призначенням місця проживання в Ташкенті.
1922 заарештований за звинуваченням у опорі вилученню церковного майна, але фактично — за протидію обновленському руху. У обвинувачувальному висновку говорилося: «Воскресенський, будучи не згодним з подіями, що відбуваються в церковному житті, і не погоджуючись з проблемами реформ, що відповідають сучасному радянському ладу, вів таємну агітацію серед народних мас, нацьковуючи останніх на осіб обновлеського церковного спрямування». 
23 лютого 1923 висланий на два роки до Туркестану.
З листопада 1925 — єпископ Переславський, керуючий Владимирською єпархією РПЦ.

### У григоріанському розколі
22 грудня 1925 Даміян перейшов у григоріанський розкол єпископа Григорія. На нараді єпископів обраний членом Тимчасової вищої церковної ради (ВВЦС) та разом з іншими восьмома архієреями був зареєстрований 2 січня 1926. Підписав складений на нараді Наказ.
Після накладеної митрополитом Сергієм заборони, разом з архієпископами Григорієм та Костянтином підписав листа до місцеблюстителя патріаршого престолу митрополитаПетра з проханням затвердити та благословити знову організований ВВЦС. Отримавши резолюцію митрополита Петра, їздив з іншими делегатами до Нижнього Новгорода до митрополита Сергія Страгородського.
2 лютого 1926 подав заяву до ВВЦС, в якій писав: «З'ясувалося остаточно, що наша „рада і справа від людей“ (Діян. 5.38), а тому цілком обдумано заявляю Вашому Високопреосвященству про свій вихід зі складу ВЦС. Заради миру церковного по-братньому прошу Вас та інших ієрархів послідувати за моєю смиренністю»  . Прийнятий митрополитом Сергієм у дійсному сані.

### Очільник антиколхозного руху
У травні 1927 тихоновська РПЦ поставила росіянина Воскресенського на свою полтавську кафедру, надавший йому титул архієпископа Полтавського і Переяславського РПЦ. Проте за неповний рік Даміян утік з України і призначений 25 квітня 1928 «тихонвоцями» архієпископом Курським. У червні-липні 1932 в тих районах пройшли масові антиколгоспні виступи під гаслами: «Віддайте землю і волю, і селянську владу», «Радянська влада нас пограбувала, нам потрібна влада без колгоспів», «Геть колгоспи, геть Радянську владу — влада бандитів, давайте царя». За даними ОГПУ, у них брало участь до 63 тисяч людей. На думку слідства, ці виступи були підготовлені організацією «Ревнителі церкви» нібито створеної архієпископом Даміяном, якого заарештували.
На слідстві Даміян дав показання про те, що «своїм завданням під час управління Курською єпархією ставив об'єднання насамперед навколо священнослужителів, підлеглих мені, і навколо окремих віруючих мирян, груп громадян, які були б глибоко віруючими та здатними захищати інтереси церкви; являли б собою осередки ревнителів церкви для боротьби з будь-якими посяганнями на церкву і для проповіді православ'я».
22 листопада 1932 «тихоновці» звільниди його на спокій і він відразу був заарештований. 26 грудня разом із групою своїх прихильників засуджений постановою Особливої наради при колегії ОГПУ до розстрілу, заміненого засланням на 10 років у Соловецький табір особливого призначення. 
9 жовтня 1937 постановою Особливої трійки УНКВС СРСР Ленінградської області засуджений до розстрілу. 3 листопада 1937 розстріляний в урочищі Сандармох (Карелія).

## Пам'ять про Даміяна
У 1998 пройшла конференція його пам'яті, яка згодом перейшла в Даміянівські читання.
У серпні 2000 на Ювілейному Архієрейському Соборі Православної Церкви архієпископ Курський Даміян був зарахований до лику святих як священномученик.
У 2006і в Курську відбулися Треті Даміянівські читання на тему «Російська Православна Церква та суспільство в історії Росії та Курського краю».
У 2013 у Курській ДСГА ім. професора І. І. Іванова 3-4 квітня відбулися «Десяті Даміянівські читання: Російська Православна Церква та суспільство в історії Росії та Курського краю».

## Родина
У архієпископа Даміяна були два сини — Андріан і Михайло (потім став архієпископом).

## Праці
- Недоліки російського іконопису та засоби до їх усунення. СПБ, 1905.
- Св. Йоасаф, єп. Білгородський. // Фінляндський православний збірник. 1910.
- Російське православ'я та західні віросповідання у богослужінні та обрядах. // Смоленські єпархіальні відомості . 1914 (є окрема книга).
- Звіт єпископа Переславського Даміяна Воскресенського Патріаршому Місцеоблюстителю митрополиту Крутицькому Петру Полянському про стан Переславського вікаріатства Владимирської єпархії у 1925—1926 рр. // З ІСТОРІЇ ВОЛОДИМИРСЬКОЇ ЄПАРХІЇ. ЄПІСКОП АФАНАСІЙ САХАРОВ І ЄПИСКОП ДАМІЯН ВОСКРЕСЕНСЬКИЙ (1925-1926) [Архівовано 11 травня 2021 у Wayback Machine.] // Вісник ПСТГУ II: Історія. Історія Російської Православної Церкви. 2013. Вип. 6 (55). С. 127-150